# Oggiono
Oggiono là một đô thị trong tỉnh Lecco, trong vùng Lombardia của Ý, cự ly khoảng 40 km về phía đông bắc của Milan và khoảng 8 km về phía tây nam của Lecco.
Tại thời điểm ngày 31 tháng 12 năm 2004, đô thị này có dân số 8.194 người và diện tích là 7,9 km².
Đô thị Oggiono có các frazioni (các đơn vị dân cư trực thuộc, chủ yếu là các làng) Bagnolo, Imberido, Laguccio, Miravalle and Peslago.
Oggiono giáp các đô thị: Annone di Brianza, Dolzago, Ello, Galbiate, Molteno và Sirone.